# Flugplatz Burgheim

i7
i11
i13
Der Flugplatz Burgheim ist ein Sonderlandeplatz in Burgheim in Oberbayern. Er wird durch die Luftsportgruppe Burgheim e. V. betrieben.

## Lage
Der Flugplatz liegt etwa 700 m südöstlich von Burgheim und etwa 12 km westsüdwestlich von Neuburg an der Donau im Landkreis Neuburg-Schrobenhausen. Die Donau fließt etwa 4,5 km nördlich des Flugplatzes in östlicher Richtung. 

## Flugbetrieb
Der Flugplatz hat keine geregelten Öffnungszeiten (PPR). Er ist zugelassen für Segelflugzeuge mit Flugzeugschlepp, Motorsegler, Ultraleicht- und Motorflugzeuge bis 2000 kg Gesamtabflugmasse. Der Flugplatz verfügt über eine Graspiste von 665 m Länge. Die Luftsportgruppe Burgheim e. V. verwendet den Flugplatz hauptsächlich für den Fallschirmsprungsport. Sie bietet auch eine Sprungausbildung sowie Tandemsprünge an.